# Shenzhen Open (ATP)
A Shenzhen Open minden év szeptember végén megrendezett tenisztorna férfiak számára Sencsenben.
Az ATP 250 Series tornák közé tartozik, összdíjazása 731 680 dollár. A versenyen 28 versenyző vehet részt.
A mérkőzéseket kemény borítású pályákon játsszák, 2014 óta.
A verseny 2014-ben került az ATP versenynaptárába, így ebben az évben fordult elő először, hogy Kína rendezhet 250-es, 500-as és 1000-es tornát is, így garantálva 3 hét minőségi teniszt az országban.

## Győztesek

### Egyéni
| Év   | Győztes       | Ellenfél a döntőben    | Eredmény a döntőben |
| ---- | ------------- | ---------------------- | ------------------- |
| 2017 | David Goffin  | Olekszandr Dolhopolov  | 6-4, 6-7(5), 6-3    |
| 2016 | Tomáš Berdych | Richard Gasquet        | 7-6(5), 6-7(2), 6-3 |
| 2015 | Tomáš Berdych | Guillermo García López | 6-3, 7-6(7)         |
| 2014 | Andy Murray   | Tommy Robredo          | 5-7, 7-6(9), 6-1    |

### Páros
| Év   | Győztesek                        | Ellenfelek a döntőben           | Eredmény a döntőben |
| ---- | -------------------------------- | ------------------------------- | ------------------- |
| 2017 | Alexander Peya / Rajeev Ram      | Nikola Mektić / Nicholas Monroe | 6-3, 6-2            |
| 2016 | Fabio Fognini / Robert Lindstedt | Oliver Marach / Fabrice Martin  | 7-6(4), 6-3         |
| 2015 | Jonatan Erlich / Colin Fleming   | Chris Guccione / André Sá       | 6-1, 6-7(3), [10-6] |
| 2014 | Jean-Julien Rojer / Horia Tecau  | Sam Groth / Chris Guccione      | 6-4, 7-6(4)         |